# Pomacentrus leptus
Pomacentrus leptus là một loài cá biển thuộc chi Pomacentrus trong họ Cá thia. Loài này được mô tả lần đầu tiên vào năm 1980.

## Từ nguyên
Từ định danh leptus trong tiếng Latinh có nghĩa là "mảnh khảnh", hàm ý đề cập đến hình dạng cơ thể của loài cá này.

## Phạm vi phân bố và môi trường sống
P. leptus được ghi nhận từ phía nam Biển Đỏ trải dài đến vịnh Aden và vịnh Oman ở phía đông. P. leptus sinh sống tập trung gần những rạn san hô ở độ sâu đến 10 m.

## Mô tả
Chiều dài lớn nhất được ghi nhận ở P. leptus là 7 cm.
Số gai ở vây lưng: 14; Số tia vây ở vây lưng: 13–14; Số gai ở vây hậu môn: 2; Số tia vây ở vây hậu môn: 14–15; Số gai ở vây bụng: 1; Số tia vây ở vây bụng: 5.

## Sinh thái học
Thức ăn của P. leptus bao gồm tảo và các loài động vật phù du. Cá đực có tập tính bảo vệ và chăm sóc trứng.